# غوردانا كومادينا
غوردانا كومادينا (بالكرواتية: Gordana Komadina) مواليد 20 أبريل 1976 في شيبينيك، جمهورية يوغوسلافيا الاشتراكية الاتحادية، هي لاعبة كرة سلة كرواتية سابقة. لعبت مع نادي شيبينيك لكرة السلة للسيدات ونادي غوسبيتش لكرة السلة للسيدات في الدوري الكرواتي لكرة السلة للسيدات.